# Discours de Ratisbonne

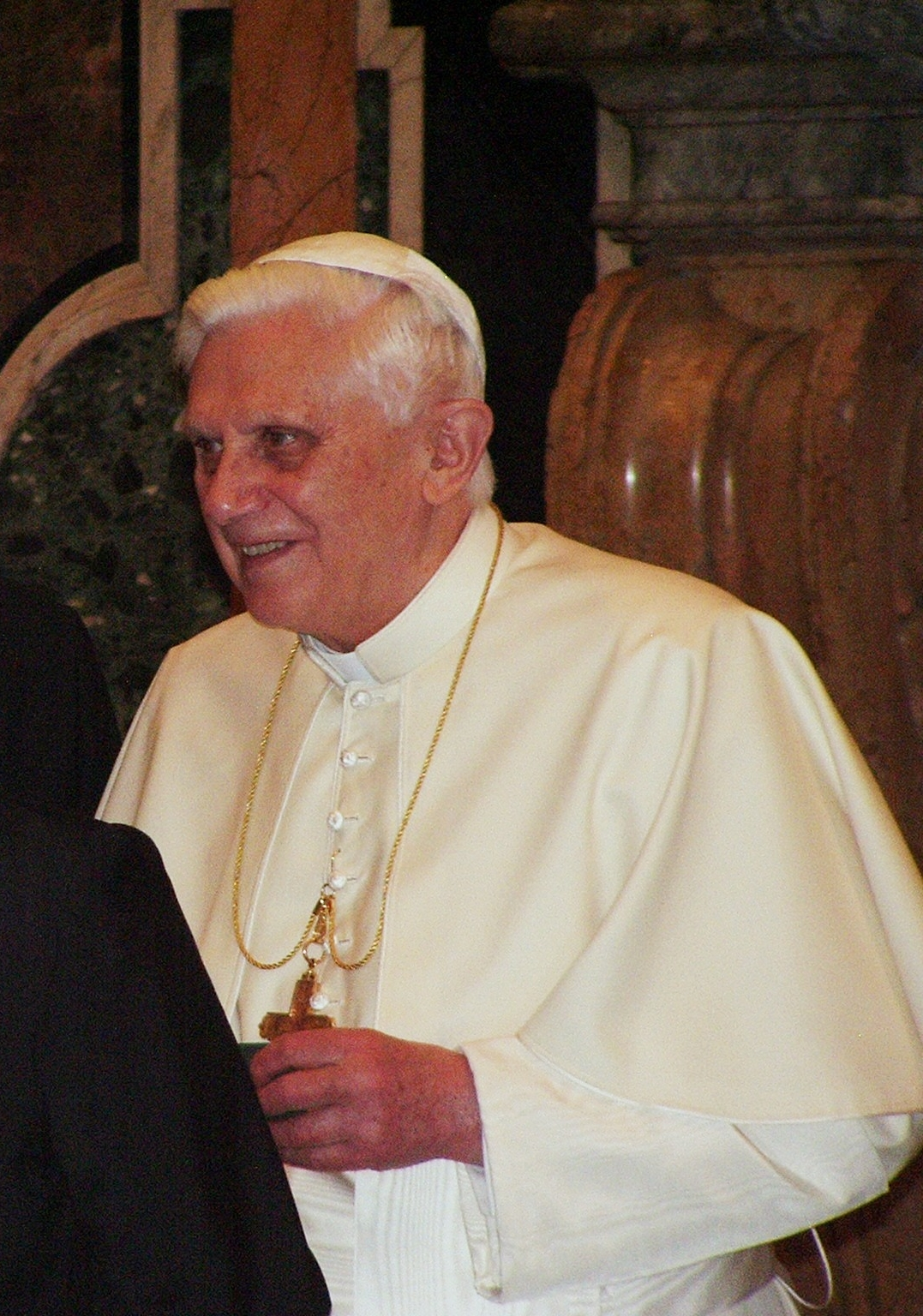
Benoît XVI en 2006.

Le discours de Ratisbonne est un discours que le pape Benoît XVI a tenu sur le rapport entre la raison et la foi, intitulé Foi, raison et université - Souvenirs et réflexions, à l’université de Ratisbonne en Allemagne, où il avait été enseignant. Le 12 septembre 2006, Benoît XVI tient ce discours sur les rapports entre la religion et la violence, et lance une condamnation claire et motivée contre la violence exercée au nom de la religion.
Une partie du discours déclenche de vives réactions politiques et religieuses dans le monde, majoritairement négatives dans les pays musulmans, ou de nombreuses églises sont attaquées, et des fidèles tués. Ces réactions négatives sont le plus souvent jugées injustifiées dans les pays occidentaux, qui prennent la défense du pape au nom du dialogue interreligieux et de la liberté d'expression.

## Discours de Benoît XVI

### Résumé
Le discours de Foi, Raison et Université, citant aussi bien la pensée juive et grecque que la théologie protestante et l’athéisme moderne, traitait principalement du christianisme et de ce que le pape Benoît appelle la tendance à « exclure la question de Dieu » de la raison.
L’islam n’est abordé que dans une partie du discours (trois paragraphes). Le pape cite des critiques fortes émises par l'empereur byzantin Manuel II Paléologue dialoguant avec un savant persan en 1391 à propos du jihad ; il juge que l’empereur « s’adresse à son interlocuteur d’une manière étonnamment abrupte » et avec une « rudesse assez surprenante ».
Dans les trois paragraphes, situés au début du discours, Benoît XVI cite et discute un argument développé par l’empereur Manuel II Paléologue dans ce dialogue, mais aussi des commentaires faits par le théologien Théodore Khoury, qui publia récemment le dialogue de l’empereur auquel le Souverain Pontife se référait. Benoît XVI utilise l’argument de Manuel II pour décrire une distinction entre le point de vue chrétien et le point de vue de l’islam : selon le chrétien Manuel II, « ne pas agir selon la raison est contraire à la nature de Dieu », alors que pour la doctrine musulmane, comme l’explique Khoury, « Dieu est absolument transcendant. Sa volonté n’est liée à aucune de nos catégories, fût-ce celle du raisonnable ».

### Les paragraphes qui traitent de l’islam
Paragraphe 1 -
«  Tout cela me revint en mémoire récemment à la lecture de l’édition publiée par le professeur Théodore Khoury (Münster) d’une partie du dialogue que le docte empereur byzantin Manuel II Paléologue, peut-être au cours de ses quartiers d’hiver en 1391 à Ankara, entretint avec un Persan cultivé sur le christianisme et l’islam et sur la vérité de chacun d’eux. L’on présume que l’empereur lui-même annota ce dialogue au cours du siège de Constantinople entre 1394 et 1402 ; ainsi s’explique le fait que ses raisonnements soient rapportés de manière beaucoup plus détaillée que ceux de son interlocuteur persan. Le dialogue porte sur toute l’étendue de la dimension des structures de la foi contenues dans la Bible et dans le Coran et s’arrête notamment sur l’image de Dieu et de l’homme, mais nécessairement aussi toujours à nouveau sur la relation entre — comme on le disait — les trois « Lois » ou trois « ordres de vie » : l’Ancien Testament — le Nouveau Testament — le Coran. Je n’entends pas parler à présent de cela dans cette leçon ; je voudrais seulement aborder un argument — assez marginal dans la structure de l’ensemble du dialogue — qui, dans le contexte du thème « foi et raison », m’a fasciné et servira de point de départ à mes réflexions sur ce thème.  »
Paragraphe 2 -
«  Dans le septième entretien (dialexis — controverse) édité par le professeur Khoury, l’empereur aborde le thème du djihad, de la guerre sainte. Assurément l’empereur savait que dans la sourate 2, 256 on peut lire : « Nulle contrainte en religion ! ». C’est l’une des sourates de la période initiale, disent les spécialistes, lorsque Mahomet lui-même n’avait encore aucun pouvoir et était menacé. Mais naturellement l’empereur connaissait aussi les dispositions, développées par la suite et fixées dans le Coran, à propos de la guerre sainte. Sans s’arrêter sur les détails, tels que la différence de traitement entre ceux qui possèdent le « Livre » et les « incrédules », l’empereur, avec une rudesse assez surprenante qui nous étonne, s’adresse à son interlocuteur simplement avec la question centrale sur la relation entre religion et violence en général, en disant : « Montre-moi donc ce que Mahomet a apporté de nouveau, et tu y trouveras seulement des choses mauvaises et inhumaines, comme son mandat de diffuser par l’épée la foi qu’il prêchait ». L’empereur, après s’être prononcé de manière si peu amène, explique ensuite minutieusement les raisons pour lesquelles la diffusion de la foi à travers la violence est une chose déraisonnable. La violence est en opposition avec la nature de Dieu et la nature de l’âme. « Dieu n’apprécie pas le sang — dit-il —, ne pas agir selon la raison, sun logô, est contraire à la nature de Dieu. La foi est le fruit de l’âme, non du corps. Celui, par conséquent, qui veut conduire quelqu’un à la foi a besoin de la capacité de bien parler et de raisonner correctement, et non de la violence et de la menace… Pour convaincre une âme raisonnable, il n’est pas besoin de disposer ni de son bras, ni d’instrument pour frapper ni de quelque autre moyen que ce soit avec lequel on pourrait menacer une personne de mort… »
Paragraphe 3 -
«  L’affirmation décisive dans cette argumentation contre la conversion au moyen de la violence est : ne pas agir selon la raison est contraire à la nature de Dieu. L’éditeur Théodore Khoury commente : pour l’empereur, un Byzantin qui a grandi dans la philosophie grecque, cette affirmation est évidente. Pour la doctrine musulmane, en revanche, Dieu est absolument transcendant. Sa volonté n’est liée à aucune de nos catégories, fût-ce celle du raisonnable. Dans ce contexte, Khoury cite une œuvre du célèbre islamologue français R. Arnaldez, qui explique qu'Ibn Hazn va jusqu’à déclarer que Dieu ne serait pas même lié par sa propre parole et que rien ne l’obligerait à nous révéler la vérité. Si cela était sa volonté, l’homme devrait même pratiquer l’idolâtrie.  »
Dans la suite de son discours (12 paragraphes), le pape parle des relations entre la Foi et la raison, en particulier la philosophie grecque. Il n’est plus question de l’islam ni de la violence, en revanche, la citation de Manuel II : « Ne pas agir selon la raison est contraire à la nature de Dieu » revient à deux reprises.

### Constat
- Le pape Benoît XVI, en relatant dans son discours une controverse de la fin du Moyen Âge (fin XIVe siècle) entre l’empereur chrétien de Constantinople Manuel II Paléologue et un érudit musulman persan, a soulevé une polémique : certains milieux musulmans y ont vu une critique du jihad (la « guerre sainte ») et du prophète Mahomet. Dans cette transcription, on peut comprendre que Dieu, qui est amour, ne peut voir la vraie foi se répandre par la guerre (le Jihad) et la violence.
- Le pape Benoît XVI est accusé d’avoir lié la foi musulmane à la violence.
- Le 14 septembre, le Vatican rappelle dans une déclaration officielle que « (…) le Saint-Père souhaite cultiver une attitude de respect et de dialogue envers les autres religions et cultures, et de toute évidence aussi l’islam », et que ce discours était « un refus clair et radical de la motivation religieuse de la violence ».

### Interprétation et enjeux
Au sein de l’Église, la critique du faux irénisme a été tout d’abord développée dans l’encyclique Humani Generis de Pie XII. Le point de doctrine est d’exiger un dialogue franc qui va au-delà des malaises et des vaines concessions. Benoît XVI ne se pose pas en critique de ses prédécesseurs ou de Vatican II ; en lançant le défi du dialogue à ses interlocuteurs, il veut aller au cœur du débat, qui pour lui a autant d’enjeux culturels que religieux.
Par la déclaration Nostra Ætate du concile Vatican II sur les rapports avec les autres religions, l’Église ouvre le dialogue en misant surtout sur les croyances communes des grandes traditions religieuses. Cette ouverture s’était par exemple concrétisée par les journées de prière commune à Assise. Le caractère sans condition de cette attitude d’ouverture avait été critiquée au sein même de la curie romaine, en particulier par le cardinal Ratzinger alors qu’il était préfet de la congrégation pour la doctrine de la foi. Ce dernier avait obtenu que l’on dise des responsables religieux qu’ils étaient réunis à Assise « ensemble pour prier » et non pour « prier ensemble », soulignant ainsi que pour la théologie catholique, le sens de la prière chrétienne n’est pas réductible à celui des autres religions.
Auteur du catéchisme de l'Église, il avait publié quelques années plus tôt la déclaration Dominus Iesus qui réaffirmait l’unicité et l’universalité salvifique de Jésus-Christ et de l’Église. L’une de ses plus vives critiques déjà adressées à l’islam est qu’elle est incompatible avec la démocratie.

#### Foi et raison
Alors que sa première encyclique traitait de l’amour de Dieu, cette fois-ci à Ratisbonne il aborde le sujet de la Foi et de la Raison au sein des institutions académiques, sujet qu’avait abordé Jean-Paul II dans son encyclique Fides et ratio. Ce rappel s’adresse aussi bien à un occident déchristianisé, qui tend à considérer que le domaine de la Raison exclut tout discours sur la Foi, qu’à un monde musulman, implicitement appelé à manifester plus de raison dans l’expression de sa foi, et à accepter une critique de l'islam externe.
Quelques commentateurs ont souligné le rôle central que la notion de disputatio (débat entre théologiens de religions différentes) tenait dans cette histoire relatée par le pape. Ces débats (parfois appelés « controverses ») étaient une pratique fréquente de l’Église à la fin du Moyen Âge et à la Renaissance, et il y en eut même dès le IXe siècle une célèbre sous le calife Al-Mamoun. Il y en eut d’organisées avec des juifs, des musulmans, des cathares… La scène historique relatée par le pape rappelle une époque où les autorités de deux religions pouvaient dialoguer rationnellement de leur religion respective, sans recourir à la violence pour défendre leur foi : le siège de Constantinople qui sert de toile de fond est une guerre politique, non religieuse. Par contraste, cette scène souligne les difficultés actuelles d’une critique de l’islam fondée sur la raison.

#### Relation entre catholicisme et islam
En ce qui concerne les rapports avec l’islam, le pape montre son désir de fonder le dialogue inter-religieux sur la responsabilité[réf. nécessaire].
Le sort des minorités chrétiennes en terre d’islam, ou les appels à la violence religieuse de certains dirigeants islamistes, sont des sujets pointés du doigt par les autorités catholiques.
Jusqu’à la déclaration de Ratisbonne, la position de l’Église catholique a été[réf. nécessaire] de ne faire aucun geste qui puisse entraîner des difficultés pour les minorités chrétiennes en pays islamiques (en Palestine, Iran, Irak, Turquie, Copte en Égypte…). La déclaration de Ratisbonne marque également une rupture par rapport à cette stratégie.
De fait, en sus des manifestations hostiles, les chrétiens des pays islamistes ont effectivement payé le prix de cette nouvelle politique : sept églises attaquées dans les territoires palestiniens mi-septembre, et une religieuse, sœur Leonella Sgorbati, assassinée en Somalie.
Mais ces exactions ont été condamnées par de nombreuses autorités, y compris des dirigeants de l’islam. Ces commentaires ont souligné que face à des accusations de violence, l’islam ne pouvait pas répondre par la violence, acceptant ainsi de placer le débat sur le terrain proposé par le pape.

## Mises au point du Vatican

### Déclaration officielle du secrétaire d'État
Tarcisio Bertone, le nouveau secrétaire d’État du Saint Siège, fait une déclaration le 16 septembre 2006, expliquant que « La position du pape sur l’islam est, sans équivoque, celle exprimée par le document Nostra Ætate » et que « l’opinion du pape en faveur du dialogue interreligieux et interculturel est absolument sans équivoque » Le souverain pontife était « absolument désolé » de voir ses propos interprétés comme offensants pour l’islam.
« Quant au jugement de l'empereur byzantin Manuel II Paléologue, qu'il a cité dans son discours de Ratisbonne, le Saint-Père n'a pas entendu et n'entend absolument pas le faire sien, mais il l'a seulement utilisé comme une occasion pour développer, dans un contexte universitaire et selon ce qui apparaît après une lecture complète et attentive du texte, certaines réflexions sur le thème du rapport entre religion et violence en général et conclure à un refus clair et radical de la motivation religieuse de la violence, de quelque côté qu'elle provienne. (...) Le Saint-Père est donc vivement désolé que certains passages de son discours aient pu apparaître comme portant offense à la sensibilité des croyants musulmans et aient été interprétés d'une manière absolument non conforme à ses intentions. D'autre part, face à la religiosité fervente des croyants musulmans, il a mis en garde la culture occidentale afin qu'elle évite "le mépris de Dieu et le cynisme qui considère la dérision du sacré comme un droit de la liberté". »

### Déclarations du pape
- Castel Gandolfo, le 17 septembre 2006, le pape déclare de sa résidence d’été :

« Je suis vivement attristé par les réactions suscitées par un bref passage de mon discours (…) considéré comme offensant pour la sensibilité des croyants musulmans alors qu’il s’agissait d’une citation d’un texte médiéval qui n’exprime en aucune manière ma pensée personnelle (…). J’espère que la déclaration, samedi, de mon secrétaire d’État contribuera à apaiser les esprits et à clarifier le sens véritable de mon discours qui (…) était une invitation au dialogue franc et sincère avec un grand respect réciproque. »
- Benoît XVI a évoqué, place-Saint-Pierre pour l’audience générale, son récent séjour bavarois. Il a fait le récit de son étape à Munich, dont il fut le pasteur, puis de celle au sanctuaire marial d’Altötting et enfin de sa rencontre avec les universitaires de Ratisbonne devant les fidèles rassemblés.

« Ce ne fut pas seulement un retour vers son passé, mais aussi une belle occasion d’envisager l’avenir avec espérance (…). Celui qui croit n’est jamais seul (…) nous devons réfléchir sur notre appartenance de baptisés à l’Église du Christ, dans laquelle personne n’est jamais seul, mais en communion permanente avec Dieu et les frères (…). J’avais choisi pour ce discours les rapports entre la foi et la raison. Pour introduire mes auditeurs dans la dramatique actualité du sujet, j’ai cité un passage d’un dialogue du XIVe siècle où l’empereur chrétien Manuel II présente à son interlocuteur musulman, d’une manière incompréhensiblement abrupte le lien entre religion et violence.

C’est malheureusement cette citation qui a pu prêter méprise. Il est pourtant clair à une lecture attentive de mon texte que je n’entendais absolument pas faire mienne l’opinion négative du souverain byzantin, et que ce jugement polémique n’exprimait pas mes convictions. Mon intention était toute différente. À partir de ce que Manuel Paléologue dit ensuite de positif sur la raison qui doit présider à la transmission de la foi, je désirais expliquer que ce ne sont pas la religion et la violence qui vont de pair, mais bien la religion et la raison.
Le thème de ma leçon était bel et bien le lien entre la foi et la raison. En cela, je voulais inviter au dialogue entre la foi chrétienne et le monde moderne, ainsi qu’avec toutes les cultures et religions. J’ose espérer que durant les diverses phases de mon séjour bavarois, notamment à Munich où j’ai souligné l’importance de respecter ce qui est sacré pour autrui, on aura perçu mon profond respect pour les grandes religions, et notamment pour les Musulmans qui adorent le Dieu unique et avec lesquels les Catholiques se sont engagés à défendre et promouvoir de concert la justice sociale, les valeurs morales, la paix et la liberté pour tous les hommes.
 
J’espère donc qu’après des réactions immédiates, les propos tenus à l’université de Ratisbonne puissent constituer un encouragement supplémentaire à un dialogue fructueux, et même critique, entre religions comme entre la raison moderne et la foi des chrétiens. »

## Réactions par ordre chronologique

### Les chefs religieux

#### Musulmans
- Dalil Boubakeur, président du Conseil français du culte musulman et recteur de la Mosquée de Paris, réclame initialement une clarification. Par la suite, il considère que la mise au point du Vatican, qu’il salue « avec optimisme », répond à cette demande.[réf. nécessaire]

- le recteur de la mosquée de la porte d’Aix, Mohand Alili, relativise l’importance accordée aux propos tenus par Benoît XVI à Ratisbonne, estimant que le pape « défend ce qu’il est. Alors c’est aux musulmans de dire : “voilà ce que nous sommes”. Je ne vois pas pourquoi on va créer un système de polémique », poursuivant : « je ne vois pas pourquoi les musulmans s’en prennent au pape au lieu de s’en prendre aux leurs, (…) [à ceux] qui ont décrédibilisé l'islam »[7].

- Youssef al-Qaradâwî, un religieux égyptien très connu dans le monde musulman à la tête de l'Association des érudits islamiques a dit : « Nos mains sont tendues et notre religion appelle à la paix, non pour la guerre, pour l'amour pas la haine, à la tolérance, et non pour le fanatisme, pour se connaître les uns les autres et non pas pour renier l'autre. nous condamnons cela et nous aimerions avoir des explications sur ce qui était sous-entendu. Nous appelons le Pape, le pontife, à s'excuser auprès de la nation islamique, car il a insulté notre religion et son prophète, sa foi et sa loi, sans aucune justification[8] ».

- Mohammed Tantaoui, savant renommé de l'Université Al-Azhar au Caire, a transmis la position de l'université comme quoi les commentaires du pape sur l'islam « indiquent une ignorance claire » de la religion et « attribuent à l'islam ce qu'il ne contient pas »[9].

- Mohammed Mahdi Akef, guide spirituel des Frères musulmans, exige du pape des « excuses personnelles » et appelle les gouvernements musulmans à menacer de rompre leurs relations avec le Vatican[10][source insuffisante].

- Ahmad Khatami (en), l'un des clercs les plus influents de l'Iran demande au Pape de « tomber à genoux en face d'un haut dignitaire religieux musulman et essayer de comprendre l'islam »[11][source insuffisante].

- Aga Khan IV, chef de la branche Nizari ismaélite de l'islam a dit : « J'ai deux réactions face à la déclaration du pape : Cela me préoccupe car je redoute une dégradation des relations entre chrétiens et musulmans et, en même temps, je vois une possibilité, une occasion de parler d'un problème important et grave : la relation entre la foi et la logique »[12].

- Muhammad Abdul Bari du Muslim Council of Britain déclare qu’« on aurait espéré d’un chef religieux tel que le pape d’agir et de parler avec responsabilité et de rejeter le point de vue de l’empereur byzantin dans l’intérêt de la vérité et de rapport harmonieux. Il est regrettable que le pape n’a pas agi de la sorte et cela a tout naturellement provoqué beaucoup de consternation et de tourment. »[8]

- À Mogadiscio, Cheikh Abubukar Hassan Malin, dignitaire musulman lié au puissant mouvement des tribunaux islamiques, appelle au meurtre de Benoît XVI déclarant : « Nous vous exhortons, musulmans, où que vous soyez, à pourchasser le pape pour ses propos barbares, comme vous avez traqué Salman Rushdie, l’ennemi d’Allah qui avait offensé notre religion (…) Quiconque offense notre prophète Mahomet devrait être tué par le musulman se trouvant le plus proche de lui (…) Nous appelons toutes les communautés islamiques du monde entier à se venger »[13].

#### Catholiques romains
- Le cardinal Paul Poupard, président du conseil pontifical pour la culture et le dialogue interreligieux, commente que, face à un public universitaire, « le grand professeur Joseph Ratzinger a fait une leçon doctorale sur les rapports entre raison et foi », ajoutant : « ne réduisons pas son discours à des stéréotypes ». Le cardinal Poupard appelle dans un entretien « les amis musulmans de bonne volonté » à lire le discours « dans son entier » avant de se prononcer[14].

- Mgr Charles Bo, archevêque catholique de Rangoun en Birmanie, déclare que « le pape Benoît XVI a dit ce qu’affirment des millions de musulmans à travers le monde : la religion ne peut justifier la violence… Je suis triste de constater les malentendus de nos frères musulmans concernant ce que notre Saint-Père Benoît XVI a mentionné. Il est évident que dans un pays aussi tranquille que le Myanmar, nous ne voyons aucune réaction des musulmans. Benoît XVI affirmait clairement que la violence n’est pas compatible avec la nature de Dieu. La violence et l’assassinat sont contraires à la nature de Dieu », explique-t-il. En définitive, Charles Bo est certain que le pape a reflété le sentiment et le souhait de millions de musulmans car eux aussi affirment que la violence et l’islam ne peuvent pas être liés. Mgr Bo est convaincu que de nombreux musulmans « veulent être des croyants musulmans dans le monde d’aujourd’hui contre ceux qui utilisent la religion pour frapper les autres avec violence. La religion ne peut être à la base d’un conflit, d’une guerre ou de toute autre forme de violence »[15].

- Le cardinal Lustiger réagit : « Nous sommes face un phénomène médiatique à la limite de l’absurde. Pour ceux qui n’ont pas lu en entier la "leçon" que le pape Benoît XVI a donnée à l’université de Ratisbonne, cette affaire est incompréhensible. Et effrayante. Il aura suffi de quelques mots pour que des foules, qui n’ont pas la moindre idée de ce dont il s’agit, se mettent à crier à l’offense et déchaînent une querelle dont on ne sait à qui elle profite. En tout cas, elle ne profite pas à l’Islam. Ce n’est pas respecter l’Islam que d’abaisser, piétiner quelqu’un qui s’est toujours présenté comme un loyal interlocuteur et un ami. [...] Sa pensée va au fond de la question cruciale du rapport de l’Occident avec la religion, en particulier avec l’islam. L’Occident risque de devenir totalement hermétique aux religions, si la "raison" séculière suit sa propre dérive. Et, pour l’islam, l’effet sera, en Occident, une attitude encore plus réductrice et impitoyable. Le christianisme a l’avantage d’être enraciné dans la culture occidentale. Cela n’a été possible que grâce à la rencontre de la raison grecque et de la tradition biblique. Et le pape suggère que, par cette médiation, l’islam pourra trouver la porte qui lui permettra, à son tour, d’accéder à la raison critique. Ce chemin n’appartient qu’à l’islam et il est clair que ce discours n’a rien d’offensant. [...] Si le jeu consiste à déchaîner la vindicte des foules sur des mots qui ne sont pas compris, alors les conditions du dialogue avec l’islam ne sont plus réunies. Ce serait très inquiétant si la discussion ne se limitait plus qu’à des mots convenus. Je trouve enfin avilissante l’attitude des pêcheurs en eaux troubles qui, dans des pays occidentaux, profitent de la circonstance pour accabler le pape Benoît XVI sans réfléchir aux enjeux de fond. »[16].

- Mgr Marc Ouellet, primat de l’Église canadienne et archevêque de Québec, rappelle que « c’est dans un cadre universitaire que Benoît XVI a tenu des propos sur la violence et la religion… Les propos du pape ont été déformés par des groupes extrémistes ». L’archevêque poursuit « le véritable sens du discours du pape Benoît XVI visait à dissocier la violence de la religion »[17].

- Le cardinal George Pell, chef de l’Église catholique d’Australie à Sydney, soutient le pape Benoît XVI. « Les violentes réactions dans de nombreux endroits du monde musulman confirment l’une des principales craintes du pape Benoît XVI. Elles démontrent le lien qu’établissent de nombreux islamistes entre religion et violence, ainsi que leur refus de répondre à la critique par des arguments rationnels, ne réagissant que par des manifestations, des menaces et une véritable violence. Je pense que nous devons mener une étude approfondie de ce que le Coran dit de la violence, du parcours des premiers musulmans et de l’expansion militaire qui s’est poursuivie pendant des dizaines d’années, et solliciter l’avis de nos amis musulmans »[18].

- Mgr Bassilos Mansour, archevêque de Tartous à Damas, demande au pape Benoît XVI de présenter un mot d’excuse aux musulmans et d’« abandonner toutes les expressions et les concepts durs qui existent dans notre formation culturelle pour se rencontrer avec les musulmans ». Il pose la question suivante au pape Benoît XVI « Pourquoi vous avez pris comme exemple l’empereur byzantin qui est un homme de guerre au lieu de tirer l’exemple des habitants chrétiens de Constantinople qui ont défendu la mosquée des musulmans dans la capitale des Grecs avant la 4e Croisade, ou la pensée du Patriarche de Constantinople qui a appelé le Khalifa Abbaside à la coopération entre les deux nations islamique et chrétienne, ou bien la coopération des chrétiens de l’est avec Salaheddine contre les forces de la Croisade ? »[19].

- Mgr Nasrallah Boutros Sfeir, patriarche des chrétiens maronites, la principale communauté chrétienne du Liban, déclare « Les critiques contre le pape sont politiques », et estime que « Benoît XVI n’a pas parlé directement de l’islam »[20][source insuffisante].

#### Coptes
- Chénouda III, chef de l’Église copte, rappelle que « toutes les remarques qui offensent l’islam et les musulmans sont contraires aux enseignements du Christ »[21].

- Mgr Hakim Morcos, porte-parole de l’Église copte orthodoxe, affirme que « l’Église copte égyptienne rejette catégoriquement les propos du pape du Vatican (…). La religion chrétienne nous ordonne d’aimer l’autre quelle que soit sa religion et comme j’aime les adeptes de Jésus-Christ, je dois respecter le prophète des musulmans et les croyants musulmans et il est inacceptable d’offenser leurs sentiments religieux (…). Nous rejetons totalement toute atteinte aux symboles musulmans et toute atteinte au prophète des musulmans »[22].

### Réactions politiques
- Égypte : Le gouvernement égyptien, qui craint que la situation ne dégénère, a convoqué le nonce apostolique (ambassadeur du Saint-Siège), pour lui demander une initiative d’apaisement de la part de Benoît XVI.[réf. nécessaire]

- Allemagne : Angela Merkel a déclaré que « celui qui critique le pape méconnaît l’intention de son discours, qui était d’inviter au dialogue entre les religions ».[réf. nécessaire]

- Italie : Romano Prodi considère que ces réactions sont injustifiées[23].

- Maroc : Après la mise au point du pape, le roi Mohammed VI a rappelé son ambassadeur au Vatican en consultation pour protester contre des propos jugés « offensants » du pape Benoît XVI[24][source insuffisante].

- Suisse : Le conseiller fédéral Pascal Couchepin chef du département de l’Intérieur prend la défense du pape, estimant son discours « intelligent et nécessaire (…). Il a voulu montrer ce qui constitue l’essence du christianisme. Il faut prendre en compte le fait que le judaïsme, le christianisme et l’islamisme n’ont pas la même conception de Dieu. Ce que le pape a dit était à ses yeux "globalement respectueux" (…). L’islam doit aussi se poser la question de la relation entre la raison et la foi. Car je crois que dans ce domaine le christianisme a une position beaucoup plus ouverte »[25].

- Palestine : Ismaïl Haniyeh, responsable palestinien appartenant au mouvement islamiste Hamas dirigeant la bande de Gaza, a condamné les propos du pape estimant qu’ils « allaient à l’encontre de la vérité et touchaient l’essence de notre foi ». Mais il a dénoncé aussi la série d’attaques contre des églises dans les territoires palestiniens. Sept églises avaient été la cible d’attaques à Gaza et en Cisjordanie. « Ces attaques sont totalement inacceptables et aucun Palestinien ne devrait y prendre part. Nos frères chrétiens font partie du peuple palestinien »[26].

- États-Unis : Le président américain George W. Bush a affirmé avoir « noté » les regrets du pape et les a jugés « sincères », selon un responsable de la Maison Blanche. C’est la seule réaction du président américain depuis que la controverse a éclaté[27].

- Turquie : Le Premier ministre turc Recep Tayyip Erdoğan avait exigé de Benoît XVI qu’il s’excuse auprès des musulmans pour ces « déclarations horribles et malencontreuses ». La prochaine visite du pape en Turquie est susceptible d’être annulée[28].

- France : Le président Jacques Chirac réagit aux propos du pape. « Il faut éviter tout ce qui anime les tensions entre les peuples ou entre les religions. Il faut éviter tout amalgame entre l’islam, qui est une religion respectée et respectable naturellement, et l’islamisme radical qui est une action tout à fait différente et qui est une action de nature politique (…).Je n’ai pas pour vocation, ni l’intention, de faire un commentaire sur les propos du pape, je m’exprime sur le plan général et dans le cadre du dialogue des cultures et des civilisations »[29].

### Réactions de la presse anglophone
- Les éditoriaux du Guardian et du Daily Telegraph parlent de mauvaise interprétation et de propos pris hors contexte.[réf. nécessaire]

- Le New York Times qualifie de « tragiques et dangereux » les propos du pape Benoît XVI sur l'islam, et l'appelle à s'excuser[30].

- Pour The Economist établissant en 2009 un bilan provisoire du pontificat de Benoît XVI, l'affaire du discours de Ratisbonne est symptomatique des dysfonctionnements de la Curie en matière de communication : selon cet article, plusieurs officiels du Vatican avaient manifesté leur inquiétude devant le projet de discours, sans disposer de canal de communication pour en informer le pape ; même le « porte-parole » de Benoît XVI, Federico Lombardi, qui souhaitait lui faire part de ses inquiétudes de dernière minute, n'aurait pas été autorisé à déranger le pape, qui dormait[31].

### Réactions diverses
- Irak : Une bombe explose le vendredi 15 septembre devant une église catholique à Bassorah (sud), entraînant la mort d'un chrétien. Un autre chrétien est assassiné à l'arme blanche en plein marché, à Bagdad. Les responsables des églises chrétiennes en Irak recommandent la plus grande prudence aux fidèles. Un groupe fondamentaliste menace en effet les chrétiens de mort si le pape ne s'excuse pas[32].

- Palestine : Le 15 septembre 2006, la plus vieille église orthodoxe de Gaza, l’église Saint-Porphyre, est la cible d’attaques armées à quatre reprises dont un jet de grenade. Ismaïl Radouane, un des responsables du Hamas déclare : « C’est une nouvelle croisade chrétienne lancée contre le monde musulman et arabe »[33][réf. nécessaire].
- Palestine : Le 16 septembre, plusieurs cocktails Molotov sont lancés contre cinq églises de Naplouse, ne causant que de légers dégâts. Le ministre palestinien de l’Intérieur, Saïd Siam, annonce des mesures de sécurité autour des églises de Gaza et de Cisjordanie.[réf. nécessaire]
- Somalie : Dimanche 17 septembre, une religieuse catholique septuagénaire est tuée avec un garde dans un hôpital de Mogadiscio. Des représentants d’un mouvement islamique local ont déclaré à l’agence Reuters que cet assassinat était un signe de « protestation contre les paroles prononcées par Benoît XVI sur l’islam »[34].

- Royaume-Uni : Le 18 septembre, une centaine de musulmans britanniques manifeste devant la cathédrale de Westminster et demande l’exécution du pape, sur fond de slogans antichrétiens : « Puisse Allah maudire le pape », « Trinité du diable, pape va en enfer », « L’islam conquerra Rome », « Jésus Christ est l’esclave d’Allah ». Anjem Choudary, président de la Society of Muslim Lawyers et coorganisateur du rassemblement déclare : « Quiconque insulte le message de Mahomet sera sujet à la peine capitale »[35].

- Al-Qaïda : Ayman al-Zawahiri, numéro 2 du groupe terroriste Al-Qaïda, déclare dans un message vidéo diffusé le 29 septembre 2006 sur un site islamiste, que « ce charlatan a accusé l’islam d’être incompatible avec la rationalité, tout en oubliant que son propre christianisme est inacceptable pour un esprit sensé »[36].

- Allemagne : L’université de Tübingen décerne le prix du « discours de l’année » ; les juges voulaient ainsi primer le discours pour « sa clarté, son courage face à une tendance à s’écraser qui passe pour du dialogue », l’université avait dans le passé primé Daniel Cohn-Bendit et Joschka Fischer[réf. nécessaire].

## Dénouement de la controverse

### Épilogue
Benoît XVI reçoit, le lundi 25 septembre 2006, au palais apostolique de Castelgandolfo les ambassadeurs des pays à majorité musulmane, soit une vingtaine de pays dont l’Iran. Sont également présents le cardinal Paul Poupard, président du Conseil pontifical pour le dialogue inter-religieux, des membres du Conseil musulman d’Italie, du Centre culturel islamique italien et du Bureau de la Ligue musulmane mondiale.
« Je voudrais aujourd’hui redire toute l’estime et le profond respect que je porte aux croyants musulmans (…). Poursuivant l’œuvre entreprise par mon prédécesseur, le pape Jean-Paul II, je souhaite donc vivement que les relations confiantes qui se sont développées entre chrétiens et musulmans depuis de nombreuses années, non seulement se poursuivent, mais se développent dans un esprit de dialogue sincère et respectueux, fondé sur une connaissance réciproque toujours plus vraie qui, avec joie, reconnaît les valeurs religieuses que nous avons en commun et qui, avec loyauté, respecte les différences (…). Le dialogue inter-religieux et interculturel est une nécessité pour bâtir ensemble le monde de paix et de fraternité ardemment souhaité par tous les hommes de bonne volonté. En ce domaine, nos contemporains attendent de nous un témoignage éloquent pour montrer à tous la valeur de la dimension religieuse de l’existence (…). Comme le déclarait le pape Jean-Paul II dans son discours mémorable aux jeunes, à Casablanca au Maroc, « le respect et le dialogue requièrent la réciprocité dans tous les domaines, surtout en ce qui concerne les libertés fondamentales et plus particulièrement la liberté religieuse. Ils favorisent la paix et l’entente entre les peuples » (…). Dans la situation que connaît le monde aujourd’hui, il est impératif que chrétiens et musulmans s’engagent ensemble pour faire face aux nombreux défis qui se présentent à l’humanité, notamment pour ce qui concerne la défense et la promotion de la dignité de l’être humain ainsi que des droits qui en découlent. Alors que grandissent les menaces contre l’homme et contre la paix, en reconnaissant le caractère central de la personne, et, en travaillant avec persévérance pour que sa vie soit toujours respectée, chrétiens et musulmans manifestent leur obéissance au Créateur, qui veut que tous vivent dans la dignité qu’il leur a donnée. »

### Les échanges ultérieurs
Un mois après le discours de Ratisbonne, 38 personnalités musulmanes écrivent une lettre ouverte au pape, dans l'objectif de « parvenir à une compréhension mutuelle ». Cette initiative est élargie, un an plus tard, avec une nouvelle lettre intitulée Une parole commune entre vous et nous et signée de 138 personnalités issues de 43 pays,. Le texte de la lettre a été discuté et mis au point en septembre 2007 au cours d’un congrès parrainé par le roi Abdallah II de Jordanie. Elle est centrée sur le double commandement de l'amour de Dieu et de l'amour du prochain : « Conformément au Coran nous, en tant que musulmans, invitons les chrétiens à s’accorder avec nous sur ce qui nous est commun, et qui constitue également l’essentiel de notre foi et de notre pratique: les deux commandements de l’amour. ».
Quelques jours auparavant, le pape avait d'ailleurs tenu des propos analogues devant la Commission théologique internationale. Pour lui, la loi naturelle et les Dix commandements constituent « la base d’une éthique universelle » qui vaut pour « toutes les consciences des hommes de bonne volonté, laïques ou appartenant à des religions différentes ». En outre, les Dix commandements se résument dans les deux « plus grands », celui de l’amour de Dieu et celui de l’amour du prochain : « la soumission à Dieu, source et juge de tout bien, et le sens de l’autre comme égal à soi ».

## Analyses postérieures

### Regard rétrospectif du pape sur la polémique
Dans le livre d'entretiens Lumière du monde publié fin 2010, Benoît XVI revient sur son discours et la polémique qu'il a suscitée. Reconnaissant avoir sous-estimé l'impact politique qu'allait connaître son intervention académique, il en souligne néanmoins les conséquences positives. Il cite ainsi l'appel au dialogue des 138 intellectuels musulmans, ou encore un échange avec le roi d'Arabie saoudite qui déclare vouloir « prendre position avec les chrétiens contre le détournement terroriste de l’Islam ».
Il ironise enfin sur la question de la liberté de parole et de ton dans le système médiatique contemporain :
« L’empereur Manuel était déjà à cette époque vassal de l’empire ottoman. Il ne pouvait donc absolument pas attaquer les musulmans. Mais il pouvait poser des questions vivantes dans le dialogue intellectuel. Seulement la communication politique, de nos jours, est ainsi faite qu’elle ne permet pas de comprendre ce type de contextes subtils. »

### Les avis des commentateurs
Dans son commentaire dans Libération, Abdelwahab Meddeb souligne : « Pour construire un monde en commun dans le respect de la diversité, il faut un dialogue, qui ne doit pas être de complaisance. La question de la violence de l'islam est une vraie question ».
L'islamologue Michel Orcel dans De la dignité de l'islam. Examen et réfutation de quelques thèses de la nouvelle islamophobie chrétienne, paru chez Bayard en 2011, replace le Discours de Ratisbonne dans le contexte d'un renouveau de l'« islamophobie chrétienne ».
Douglas Murray, critique du fondamentalisme islamique, souligne à l'occasion du cinquième anniversaire du discours de Ratisbonne en septembre 2011, le faible impact que ce texte aura finalement eu. Au contraire, selon cet auteur, « des années d'intimidation et de violence ont fini par réduire au silence non seulement toute critique de l'Islam, mais aussi toute critique de la violence commise au nom de l'Islam contre des Chrétiens ». Il qualifie cette situation d'un des « grands échecs moraux de notre temps ».